# Devon (Pornodarstellerin)

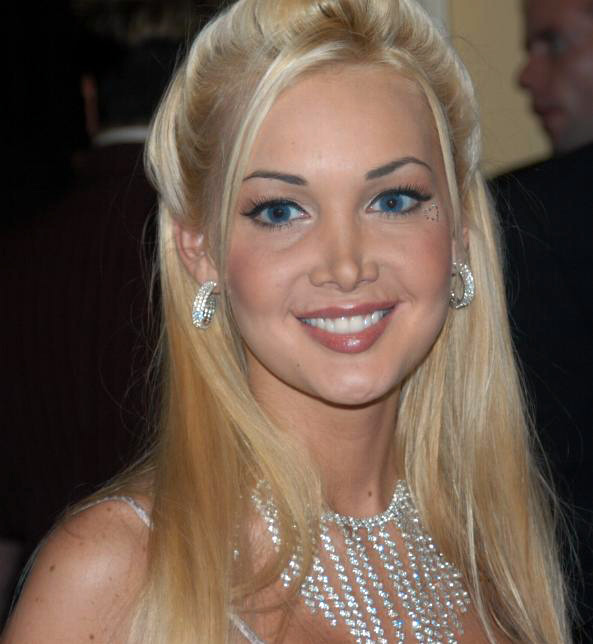
Devon bei den AVN Awards (2005)

Devon, auch Devin Striker (* 28. März 1977 in New Jersey; bürgerlich Kristie Marie Lisa) ist eine US-amerikanische Pornodarstellerin.

## Leben
Devon wuchs in Allentown in Pennsylvania auf. Nachdem sie einen Amateur-Stripwettbewerb in Al’s Diamond Cabaret in Reading (Pennsylvania) gewonnen hatte, strippte sie die folgenden drei Jahre in dieser Bar.
Vivid Entertainment wurde auf sie aufmerksam, als ihr Ex-Freund ein Amateurpornovideo – ihren ersten Amateurfilm hatte sie bereits 1995 gedreht – an das Unternehmen schickte. Devon wurde daraufhin 1998 von Vivid für den Film New Breed engagiert. Noch im selben Jahr wurde sie von Vivid Video exklusiv unter Vertrag genommen. Von 2001 bis 2003 war sie mit Barrett Blade verlobt, der schon vor ihrer Pornokarriere ihr Freund gewesen war, zunächst als ihr Manager fungierte und später auch in Filmen mit ihr als Darsteller auftrat.

## Karriere

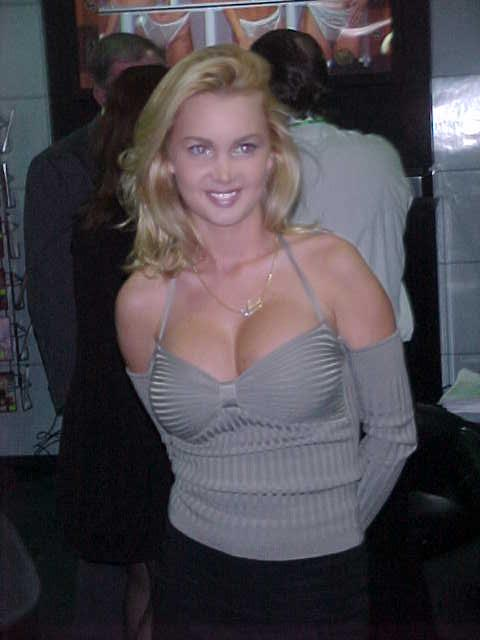
Devon auf der AVN Adult Entertainment Expo (2000)

Am 12. März 1999 gab sie ein Interview in der Radiosendung von Howard Stern. Schnell erlangte sie weitere Bekanntheit und posierte für die Titelblätter von Hochglanz-Magazinen wie Club und Penthouse, in dem sie das Penthouse Pet im Januar 2001 wurde. Nach zweieinhalb Jahren bei Vivid wechselte sie zu Jill Kelly Productions, verließ die Firma aber schon bald wieder und unterschrieb einen Exklusivvertrag bei Digital Playground. Devons erstes Projekt mit Digital Playground war die interaktive DVD Virtual Sex with Devon, die im Januar 2002 mit dem AVN Award als beste interaktive DVD ausgezeichnet wurde. Im Laufe des Jahres erhielt die DVD auch die entsprechenden Preise von Empire und AVR.
2002 erschien auch der Film Devon: Stripped (Regie Nic Andrews), dessen Handlung Parallelen zu ihrer Karriere aufweist. Weitere Filme mit Devon sind das Porno-Roadmovie Rush, in dem sie an der Seite ihres damaligen Verlobten Blade spielte (Regie ebenfalls Nic Andrews), Island Fever 2 mit Tera Patrick und No Limits mit Jesse Jane.
Im Jahr 2003/2004 spielte Devon im ersten hochauflösenden Pornofilm auf WMV-HD-DVD Island Fever 3, gedreht auf Tahiti und Bora Bora. Island Fever 3 gehört auch zu Digital Playgrounds ersten Filmen auf HD DVD. Der Film gewann mit überwiegender Mehrheit den Viewers Choice Award bei der Verleihung des AVN Award 2004 und wurde beim AVN Award 2005 als Best High Definition Production ausgezeichnet. Im März 2005 kam ihr Film Devon: Erotique und im September 2005 der hochgelobte Film Pirates, der unter anderem mit elf AVN Awards ausgezeichnet wurde, heraus. Im Oktober 2006 unterschrieb sie einen Vertrag bei Shane’s World, wo ihr Regiedebüt Devon does Baja erschien.
In der Fernsehserie Entourage trat sie 2005 in einer kleinen Nebenrolle in der Episode I Love You Too als sie selbst auf.
2010 wurde Devon in die AVN Hall of Fame aufgenommen.

## Auszeichnungen
| Persönliche Auszeichnungen - 2001: Penthouse Pet of the Month (Januar) - 2003: Best Actress – NightMoves Award - 2010: Aufnahme in die AVN Hall of Fame Auszeichnungen ihrer Filme - 2002: Best Interactive DVD – AVN Award für Virtual Sex With Devon - 2002: Best Feature Production – Nightmoves Award für Devon: Stripped | Nominierungen - 2000: Best Tease Performance – AVN Award in Extreme Close-Up 4 - 2000: Best All-Girl Sex Scene, Film – AVN Award in Three (gemeinsam mit Maya Divine und Devinn Lane) - 2000: Starlet of the Year – XRCO Award - 2002: Beste Schauspielerin (USA) – Venus Award - 2010: Best All-Girl Group Sex Scene – AVN Award in Babes Illustrated 18 (gemeinsam mit Jenaveve Jolie, Melissa Lauren, Shawna Lenee und Mya Nichole) - 2013: Best Cumback – XRCO Award |

## Filmografie (Auswahl)
- 1997: Daily Nudes
- 1998: Country Comfort
- 1999: WG der Wollust

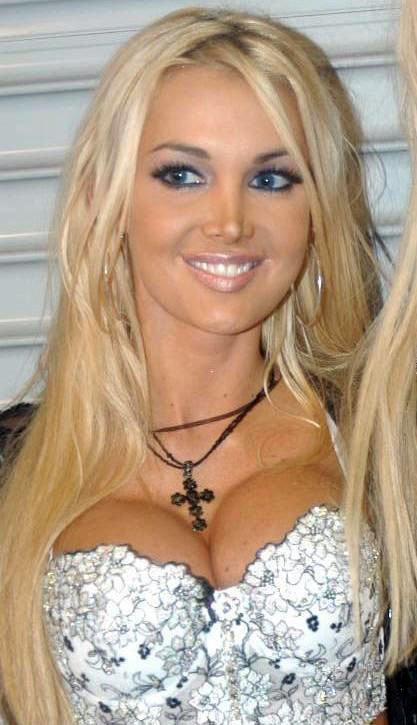
Devon auf einer Party (2005)

- 1999: The Man Show (Fernsehserie, eine Folge)
- 2000: Room Servicing
- 2000: Sex with a Stranger
- 2000: Playboy: Strip Search - Backstage
- 2001: Eve’s Gift
- 2001: Magic Touch 3
- 2001: Rodney Moore's Goo Girls 3
- 2002: For Love or Money
- 2002: Devon Stripped
- 2002: Rush
- 2003–2004: Island Fever 2, 3
- 2003: No Limits
- 2004: Devon: Decadence
- 2004: Private Sex Club (Fernsehfilm)
- 2004–2006: Jack’s Playground 13, 31
- 2005: Entourage (Fernsehserie, eine Folge)
- 2005: Pirates
- 2007: California Dreamin'
- 2008: Babes Illustrated 18
- 2008: Lesbian Teen Hunter 2
- 2008: Remodeled
- 2008: Radium 2
- 2008: Devon Is Girl Crazy
- 2008: Milfs Lovin' Milfs
- 2009: Devon Does Baja
- 2009: Baby Doll Nurses 3
- 2009: Nurses Gone Wild
- 2011: Tits To Die For
- 2012: Real Wife Stories: Devon
- 2012: Porn Fidelity's Big Titty Milfs 3
- 2012: Internal Damnation 5
- 2013: Don Jon
- 2013: Pure MILF 4
- 2013: MILFs Illustrated
- 2013: Anal Frenzy 2
- 2013: Night Shift Nurses
- 2014: Dirty Rotten Mother Fuckers 8
- 2014: My Girlfriend's Hot Mom 9
- 2014: Doctor's Orders
- 2015: Slutty Wife Happy Life
- 2016: Moms In Control 4
- 2016: Seduced By A MILF